# Kenchikoppa, Honnali
Kenchikoppa là một làng thuộc tehsil Honnali, huyện Davanagere, bang Karnataka, Ấn Độ.